# Jan Vlasák

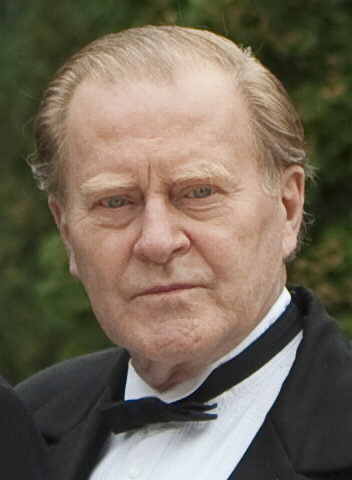
Jan Vlasák

Jan Vlasák (* 3. Februar 1943 in Čáslav) ist ein tschechischer Schauspieler.

## Leben
Vlasák studierte bis 1965 Darstellende Kunst an der JAMU in Brno und war anschließend bis 1968 am Slovácké divadlo in Uherské Hradiště engagiert. Danach spielte er von 1968 bis 1981 in Ostrava am Divadlo Petra Bezruče und am Státní divadlo Ostrava, wo er sich u. a. als Hamlet einen Namen machte. Darauf folgte ein kurzes Engagement am Prager Divadlo E. F. Buriana (1981/82) und ein längeres am Státní divadlo in Brno (1982–86), wo er unter anderem den Othello spielte.
Von 1986 bis 1990 spielte Vlasák am Realistické divadlo Zdeňka Nejedlého in Prag und schließlich von 1990 bis 2000 am Prager Národní divadlo und am Stavovské divadlo. Auch beim sommerlichen Shakespeare-Festival (Letní Shakespeare Festival) auf der Prager Burg ist Vlasák regelmäßig zu sehen.
Neben seiner Theaterarbeit tritt Vlasák auch gelegentlich in Film- und Fernsehrollen auf. International bekannt wurde er durch seine Filmauftritte als folternder Geschäftsmann in Eli Roths Hostel (2005) und als lispelnder Standesbeamter Wasserbauer in Jan Svěráks Leergut (2007).
Vlasák hat drei Kinder, Anna, Barbara und Jan.

## Filmografie (Auswahl)
- 1978: Traum von goldenen Zeiten (Zlaté časy) – Regie: Štefan Uher
- 1982: Bezirksverwaltung der „K“ Prag (Malý pitaval z velkého města; TV-Serie von Jaroslav Dietl) – Regie: Jaroslav Dudek
- 1983: Hilfe, ich bin kein Mörder (Od vraždy jenom krok ke lži) – Regie: Petr Tuček
- 1988: Bronzová spirála (TV-Serie) – Regie: Jiří Sequens
- 1988: Pan Tau – Der Film – Regie: Jindřich Polák
- 1989: Der Mann im Salz – Regie: Rainer Wolffhardt
- 1989: Reise nach Südwest (Cesta na Jihozápad) – Regie: Zdeněk Sirový
- 1991: Wolfgang A. Mozart – Regie: Juraj Herz
- 1992: Lady Macbeth von Mzensk – Regie: Petr Weigl
- 1992: Černí baroni – Regie: Zdeněk Sirový
- 1994: Vaterland (Fatherland, TV) – Regie: Christopher Menaul
- 2000: Dune – Der Wüstenplanet (Frank Herbert’s Dune, TV-Serie) – Regie: John Harrison
- 2001: Swimming Pool – Der Tod feiert mit – Regie: Boris von Sychowski
- 2003: La cittadella (TV-Serie) – Regie: Fabrizio Costa
- 2003: P.F. 77 (TV) – Regie: Jaroslav Brabec
- 2004: Milenci a vrazi – Regie: Viktor Polesný
- 2005: Hostel – Regie: Eli Roth
- 2007: Leergut (Vratné lahve) – Regie: Jan Svěrák
- 2007: Václav – Regie: Jiří Vejdělek
- 2008: Der Rote Baron – Regie: Nikolai Müllerschön
- 2008: Bathory – Regie: Juraj Jakubisko
- 2009: Hodinu nevíš – Regie: Dan Svátek
- 2009: Normal – Regie: Julius Ševčík
- 2019: Die Schläfer (Bez vědomí, Fernsehserie)
- 2020: Charlatan
- 2023: Restore Point